# Jamella eurans
Jamella eurans är en insektsart som beskrevs av Medler 1990. Jamella eurans ingår i släktet Jamella och familjen Flatidae. Inga underarter finns listade i Catalogue of Life.